# Второй дивизион чемпионата мира по хоккею с шайбой среди молодёжных команд 2024
Чемпионат мира по хоккею с шайбой среди молодёжных команд 2024 года в II-м дивизионе — спортивное соревнование по хоккею с шайбой под эгидой ИИХФ, которое проходило с 11 по 17 декабря 2023 года в британском городе в Дамфрисе в группе А, с 14 по 20 января 2024 года в столице Сербии Белграде в группе В.

## Регламент
По итогам турнира в группе А: команда, занявшая первое место, получает право играть в группе В первого дивизиона чемпионата мира 2025 года, а команда, занявшая последнее место, переходит в группу B.
По итогам турнира в группе B: команда, занявшая первое место, получает право играть в группе А, а команда, занявшая последнее место, переходит в третий дивизион чемпионата мира 2025 года.

## Итоги

### Группа A
- Сборная Республики Корея вышла в группу В первого дивизиона ЧМ 2025
- Сборная Испании вылетела в группу В второго дивизиона ЧМ 2025

### Группа В
- Сборная Румынии вышла в группу А второго дивизиона ЧМ 2025
- Сборная Тайваня вылетела в группу А третьего дивизиона ЧМ 2025

## Участвующие команды
В чемпионате приняли участие 12 национальных команд — восемь из Европы и три — из Азии и одна из Австралии. Сборная Республики Корея пришла из первого дивизиона, а Австралии перешла из третьего дивизиона, остальные — с турнира второго дивизиона 2023 года.

### Группа А
| Сборная          | Квалификация                                                                 |
| ---------------- | ---------------------------------------------------------------------------- |
| Республика Корея | Заняла 6-е место в группе В первого дивизиона в 2023 году и вылетела оттуда  |
| Великобритания   | Хозяева, заняла 2-е место в группе А второго дивизиона в 2023 году           |
| Литва            | Заняла 3-е место в группе А второго дивизиона в 2023 году                    |
| Испания          | Заняла 4-е место в группе A второго дивизиона в 2023 году                    |
| Нидерланды       | Заняла 5-е место в группе А второго дивизиона в 2023 году                    |
| Китай            | Заняла 1-е место в группе B второго дивизиона и поднялась оттуда в 2023 году |

### Группа В
| Сборная   | Квалификация                                                                |
| --------- | --------------------------------------------------------------------------- |
| Румыния   | Заняла 6-е место в группе А второго дивизиона в 2023 году и вылетела оттуда |
| Бельгия   | Заняла 2-е место в группе B второго дивизиона в 2023 году                   |
| Сербия    | Хозяева, заняла 3-е место в группе B второго дивизиона в 2023 году          |
| Исландия  | Заняла 4-е место в группе B второго дивизиона в 2023 году                   |
| Тайвань   | Заняла 5-е место в группе B второго дивизиона в 2023 год                    |
| Австралия | Заняла 1-е место в третьем дивизионе и поднялась оттуда в 2023 году         |

## Турнир

### Группа А
|  | Команда, выходящая в группу B первого дивизиона чемпионата мира 2025 года  |
|  | Команда, выбывающая в группу B второго дивизиона чемпионата мира 2025 года |

| М | Сборная          | И | В | ВО | ПО | П | ШЗ | ШП | РШ  | О  |
| - | ---------------- | - | - | -- | -- | - | -- | -- | --- | -- |
| 1 | Республика Корея | 5 | 5 | 0  | 0  | 0 | 29 | 10 | +19 | 15 |
| 2 | Литва            | 5 | 3 | 1  | 0  | 1 | 27 | 13 | +14 | 11 |
| 3 | Великобритания   | 5 | 3 | 0  | 1  | 1 | 21 | 12 | +9  | 10 |
| 4 | Китай            | 5 | 1 | 0  | 0  | 4 | 13 | 20 | -7  | 3  |
| 5 | Нидерланды       | 5 | 1 | 0  | 0  | 4 | 10 | 25 | -15 | 3  |
| 6 | Испания          | 5 | 1 | 0  | 0  | 4 | 8  | 28 | -20 | 3  |

### Индивидуальные награды
Лучшие игроки по амплуа:
- Вратарь:  Бенджамин Нортон
- Защитник:  Артур Сенют
- Нападающий:  Хо Мин Ён

### Группа В
|  | Команда, выходящая в группу А второго дивизиона чемпионата мира 2025 года    |
|  | Команда, переходящая в группу A третьего дивизиона чемпионата мира 2025 года |

| М | Сборная   | И | В | ВО | ПО | П | ШЗ | ШП | РШ  | О  |
| - | --------- | - | - | -- | -- | - | -- | -- | --- | -- |
| 1 | Румыния   | 5 | 4 | 1  | 0  | 0 | 25 | 5  | +20 | 14 |
| 2 | Сербия    | 5 | 4 | 0  | 1  | 0 | 21 | 5  | +16 | 13 |
| 3 | Исландия  | 5 | 3 | 0  | 0  | 2 | 21 | 14 | +7  | 9  |
| 4 | Австралия | 5 | 2 | 0  | 0  | 3 | 9  | 16 | -7  | 6  |
| 5 | Бельгия   | 5 | 1 | 0  | 0  | 4 | 7  | 17 | -10 | 3  |
| 6 | Тайвань   | 5 | 0 | 0  | 0  | 5 | 8  | 34 | -26 | 0  |

### Индивидуальные награды
Лучшие игроки по амплуа:
- Вратарь:  Филипп Коренич
- Защитник:  Аднар Кристьяунссон
- Нападающий:  Чонгор Антал